# Euphorbia bertemariae
Euphorbia bertemariae är en törelväxtart som beskrevs av Bisseret och Dioli. Euphorbia bertemariae ingår i släktet törlar, och familjen törelväxter.
Artens utbredningsområde är Etiopien. Inga underarter finns listade i Catalogue of Life.